# Namonuito (langue)
Cet article concerne la langue namonuito. Pour l'atoll de Namonuito, voir Namonuito.
Le namonuito (ou namon weite) est une langue micronésienne parlée par tous les habitants de l'atoll Namonuito. Il est parlé par 940 locuteurs d'après un recensement de 1989 sur Magur, Ono(u), Onari, Piserarh et les îles Ulul.